# Karl Stern
Pour les articles homonymes, voir Stern.
Karl Stern (1906-1975) est un psychothérapeute[réf. souhaitée] et neurologue germano-canadien.

## Biographie
Karl Stern est né en 1906, dans la petite ville de Cham en Bavière. Sa famille est de tradition juive[réf. souhaitée].
Il a étudié la médecine à l'université de Berlin, de Munich et de Francfort, devenant ainsi un spécialiste dans son domaine. Il a suivi une cure de psychologie analytique. Quittant l'Allemagne pour l'Angleterre en 1936, il y a trouvé du travail dans la recherche en neurologie.
En 1943, après beaucoup d'introspection, et, finalement, influencée par la rencontre avec Jacques Maritain et de Dorothy Day, il a reçu le baptême dans la religion catholique[réf. nécessaire]. En 1951, il raconte le récit de cette conversion au catholicisme dans son autobiographie qui paraît sous le titre The Pillar of Love. 

## Ouvrages
- Le Buisson ardent. Paris, Seuil, 1951.
- La Troisième Révolution : essai sur la psychanalyse et la religion. Paris, Seuil, 1955.
- Refus de la femme. Montréal, Éditions HMH, 1968.